# Bell Equipment
Bell Equipment — южноафриканская машиностроительная компания.
Акции компании включены в биржевой список Йоханнесбургской фондовой биржи с 1995 года.

## Деятельность
Bell Equipment выпускает сочленённые самосвалы, бульдозеры, фронтальные, вилочные и крановые погрузчики, экскаваторы, скреперы, грейдеры и некоторую другую технику. Bell Equipment имеет сбытовые и сервисные компании на всех континентах (кроме Антарктиды). Производственные мощности сосредоточены на заводах в Ричардс Бей (ЮАР), Айзенах (Германия), а также в Давенпорте (США). В США продукция Bell Equipment производится совместно с продукцией компании John Deere.
На «НЕФАЗе», дочернем предприятии «КАМАЗа», реализуется совместный проект с BELL Equipment (ЮАР) по производству шарнирно-сочленённых самосвалов BELL. В 2015 году, на первом этапе реализации проекта, была организована сборка, сварка и монтаж кузова первого опытного образца под контролем инженеров-сварщиков завода BELL на производственной площадке «НЕФАЗа». Этому предшествовал визит специалистов завода на головное предприятие BELL Equipment в ЮАР для обучения процессам производства самосвалов, с особым вниманием на технологию изготовления кузовов для карьерной техники. Презентация полностью готового продукта была приурочена к саммиту БРИКС, прошедшему в Уфе в июле 2015 года. Первый самосвал BELL 40D «Сделано в России» прошёл испытания на одном из объектов ОАО «Учалинский ГОК», по итогам которых было принято решение о запуске мелкосерийного производства в Нефтекамске.

### Показатели деятельности
На предприятиях Bell Equipment работают свыше 2 400 рабочих и служащих. Компания стремится стать в ближайшие годы в один ряд с другими мировыми лидерами данной производственной сферы. Компания уже является одним из глобальных лидеров в производстве фронтальных погрузчиков. Bell Equipment была первой в мире компанией, которая выпустила 50 тонный сочленённый самосвал с приводом 6Х6. Построенный компанией завод в Германии направлен на развитие бизнес экспансии на европейском континенте, включая Россию. На прошедшей в Москве специализированной международной выставке CTT-2008 продукция под маркой Bell была представлена официальным дистрибьютором «Техстройконтракт». В России продукция компании представлена линейкой сочленённых самосвалов грузоподъёмностью от 25 до 50 тонн, все они произведены в Германии.

## Продукция
- Самосвал Bell B50D
- Самосвал Bell B40D
- Трёхколёсный погрузчик Bell 220A
- Bell 225A
- Грейдер Bell 872D